# 塩素酸カルシウム
塩素酸カルシウム（えんそさんカルシウム、Calcium chlorate）は、化学式 Ca(ClO3)2で表される無機化合物。カルシウムの塩素酸塩で、強い酸化性を有する。水には易溶。花火の材料などとして用いられる。

## 性質
二水和物は単斜晶系の無色の結晶で、水に対する溶解度は大きく潮解性を持つ。エタノールおよびアセトンにも可溶である。
二水和物は100℃で溶融するがさらに加熱すると結晶水を失い、酸素を放出して分解する。

## 合成
水溶液中に水酸化カルシウムを懸濁させて、加熱しながら塩素ガスを吹き込むと不均化により目的物が生成し、結晶が析出する。
{\displaystyle {\ce {6Ca(OH)2\ + 6 Cl2 -> Ca(ClO3)2\ + 5CaCl2\ + 6 H2O}}}
水溶液からは76℃以下では二水和物、以上では無水物が析出する。

## 法規制
GHSにおける酸化性固体（区分2）に該当し、各国で貯蔵や運搬に規制がある（国連番号1452）。日本では船舶安全法や航空法によってGHSに基づく規制があり、また消防法に基づく危険物第1類および毒物及び劇物取締法に基づく劇物に指定されている。